# Roupala steinbachii
Roupala steinbachii är en tvåhjärtbladig växtart som beskrevs av Herman Otto Sleumer. Roupala steinbachii ingår i släktet Roupala och familjen Proteaceae. Inga underarter finns listade i Catalogue of Life.